# Shiraoka
Shiraoka (白岡町?) è una cittadina giapponese della prefettura di Saitama.